# Bernice d'Entremont
Bernice Marie d'Entremont, née le 7 août 1949 à Pubnico-Ouest-le-Centre, Nouvelle-Écosse, est une acadienne, enseignante, et directrice générale du Musée des Acadiens des Pubnicos et du Centre de recherche et archives Père Clarence d'Entremont,  Pubnico-Ouest, Nouvelle-Écosse.  Elle reçoit le grade de chevalière de l'Ordre de la Pléiade en 2016 pour sa contribution bénévole à la promotion et la préservation de la langue française et de la culture acadienne des Acadiens de Pubnico et de la Nouvelle-Écosse.

## Biographie
Bernice Marie d'Eon naît le 7 août 1949. Ses parents sont Evelyn (née d'Eon) et Albert d'Eon. Elle grandit à Pubnico-Ouest-le-Centre. Elle prend le nom d'Entremont lorsqu'elle épouse Réal d'Entremont à Pubnico-Ouest en 1970.

### Formation
Bernice fait ses études élémentaires à l'École consolidée de Pubnico-Ouest et ses études secondaires à l'École consolidée de Sainte-Anne-du-Ruisseau. Elle obtient son certificat de XIIe année en 1967. 
Elle étudie au Collège Sainte-Anne à Pointe-de-l'Église pour une année (1967-1968) et ensuite au Nova Scotia Teachers College à Truro où elle obtient son certificat d'enseignement en 1969. Elle réussit des cours additionnels pour augmenter sa licence d'enseignement au niveau 3 en 1972.  
Elle poursuit sa formation reliée au tourisme et l'administration de musées et archives, notamment de la Federation of Nova Scotia Archives, du Council of Nova Scotia Archives, du Conseil canadien des archives et des Archives nationales du Canada.  

### Carrière
Bernice d'Entremont commence sa carrière comme enseignante à l'École consolidée de Pubnico-Ouest en 1969 où elle travaille jusqu'à 1977. En plus de son travail scolaire, elle est formatrice auprès des enfants d'âge préscolaire, d'organismes communautaires et du conseil paroissial de l'église,.   
Elle travaille ensuite avec l'Équipe d'alphabétisation Nouvelle-Écosse comme formatrice des adultes dans la région d'Argyle, dès 1995,.  En 2001, elle coordonne la publication d'un livret Nos inspirations spirituelles de Par-en-Bas pour adultes apprenants du français.  
Éventuellement, elle combine ses talents d'éducatrice et sa passion pour la culture et le patrimoine acadiens pour devenir une leader communautaire et une défenseuse du peuple acadien. 
Elle travaille avec les médias francophones locaux et provinciaux, dont Le Courrier de la Nouvelle-Écosse comme vendeuse de publicité et pigiste (1992-1998), la radio communautaire CIFA-FM comme collaboratrice et Radio Canada comme correspondante,. 
Depuis 2000, Bernice est l'employée principale de la Société historique acadienne de Pubnico-Ouest, responsable de la programmation et le gestion des services du Musée des Acadiens des Pubnicos et du Centre de recherche et Archives Père Clarence d'Entremont.   
Bernice dirige une équipe d'employés saisonniers et de bénévoles qui aident le musée et les archives à offrir un programme annuel d'activités culturelles, patrimoniales et sociales aux habitants et aux visiteurs. Elle gère aussi un potager de plantes traditionnelles dans l'arrière-cour du Musée. Des activités offertes incluent des démonstrations et expositions de courtepointes, des lancements de livres et des vitrines culturelles,,.
Elle contribue à la publication de deux livres par la Société historique acadienne de Pubnico-Ouest : un livre généalogique des cinq générations de descendants de Jacques II Mius-d'Entremont et Marguerite Amirault et un livre sur les quatre générations de descendants d'Abel Duon et Anne Mius-d'Entremont.
Bernice fait l'accueil des visiteurs au Musée. Par exemple, en 2014, elle accueille Valerie Lugonja, la bloggeuse de A Canadian Foodie, qui publie la recette de soupe au hamburger de Bernice sur son site Internet.    
Bernice est souvent porte-parole pour le Musée des Acadiens des Pubnicos et passe en entrevues avec les médias, par exemple :
- En 2017, elle est filmée pour une vidéo de la Tournée du sofa rouge, une initiative dans le cadre des célébrations du 150e anniversaire du Canada[21].
- Elle discute à Radio-Canada au sujet d'un projet soulignant la migration des femmes acadiennes aux États Unis de 1910 à 1940[22],[23].
- Elle informe l'audience de Radio-Canada sur les octrois reçus pour améliorer les services du musée et des archives[24].
- Elle renseigne les lecteurs du Courrier de la Nouvelle-Écosse sur des sessions généalogiques virtuelles offerts pendant la pandémie de la COVID-19[25].
- Elle est l'invitée d'honneur sur l'émission Les bâtisseurs/bâtisseuses de chez-nous qui passe aux ondes de Radio CIFA, le 23 février 2023, avec Dave LeBlanc[26].

Le Musée et les Archives ont offert des activités publiques supplémentaires et des services de généalogie pendant l'été 2024. Bernice dit avoir reçu 500 à 600 visiteurs par jour au Musée pendant le Congrès mondial acadien 2024.   
En janvier 2025, Bernice d'Entremont annonce publiquement qu'elle prendra sous peu sa retraite du Musée des Acadiens des Pubnicos.  

## Citation
Quand on lui demande comment préserver la patrimoine acadien, Bernice répond:  

« La partie historique du patrimoine de Pubnico est fondamentale, et la transmission du savoir est primordiale. C’est notre identité, c’est notre fierté. La seule manière qu’on va pouvoir le préserver, c’est le montrer, l’enseigner, le faire voir aux touristes. »

— Bernice d'Entremont

## Engagement communautaire
Bernice a été un membre de plus de plusieurs organismes locaux et provinciaux, notamment :  
- Comité du 350e anniversaire de la fondation du village de Pubnico-Ouest
- Conseil acadien de Par-en-Bas
- Équipe d’alphabétisation Nouvelle-Écosse [30],[31]
- Fédération des femmes acadiennes de la Nouvelle-Écosse
- Fédération des parents acadiens de la Nouvelle-Écosse[32]
- Festival acadien Chez-nous à Pombcoup
- Foyer-école de Pubnico-Ouest
- Association touristique des Côtes acadiennes et Yarmouth
- Village historique acadien de la Nouvelle-Écosse
- Société historique acadienne de Pubnico-Ouest.

## Prix et reconnaissances
Bernice a reçu de nombreux prix et reconnaissances pour son travail et son implication bénévole, notamment :
- 1995 - Bernice et son mari Réal sont nommés M. et Mme Acadie lors des célébrations du Festival Acadien de Pubnico-Ouest[33].
- 1994 - Honorée pour son implication communautaire en éducation avec le Certificat Annette d'Eon présenté par le Réveil de Pombcoup[7].
- 1996 - Reçoit une mention d'honneurs pendant la semaine provinciale de l'Éducation pour son implication en alphabétisation communautaire[34]
- 2000 - Reçoit l'épinglette du Grand Jubilé de l'an 2000
- 2001 - Nommée bénévole de l'année par la municipalité d'Argyle pour la région de Pubnico-Ouest
- 2012 - Reçoit la Médaille du jubilé de diamant de la reine Elizabeth II[35]
- 2015 - Nommée bénévole de l'année pour la région d'Argyle par le Conseil acadien de Par-en-Bas[36],[37]
- 2016 - Décorée avec l’Ordre de la Pléiade, grade de Chevalier, par la section Nouvelle-Écosse de l'Assemblée parlementaire de la Francophonie[2],[38]
- 2018-2019 - Reçoit le Certificat de mérite Denise Samson; une reconnaissance provinciale par la Fédération des femmes acadiennes de la Nouvelle-Écosse, pour sa contribution exceptionnelle à l'avancement des femmes acadiennes et francophones de la Nouvelle-Écosse[39].